# Ракетоносец
Ракетоносец — специализированный боевой летательный аппарат, предназначенный для воздушной доставки в заданные географические координаты и выполнения программы пуска крылатой ракеты (КР) класса «воздух-поверхность».
Как правило, под ракетоносцем понимают тяжёлый (стратегический) самолёт, основным видом вооружения которого являются крылатые ракеты средней или большой дальности. Также различными ракетами малой или реже средней дальности «воздух-земля» может вооружаться и любой другой самолёт как, например, специальные патрульные модификации транспортных самолетов, истребители-бомбардировщики или самолёты фронтовой авиации, которые, однако, не считаются ракетоносцами, так как не являются узкоспециализированными носителями КР.
Ракеты несут очень большой заряд сильного взрывчатого вещества (ВВ) со сложной БЧ, или снаряжаются специальной ядерной боевой частью (спецБЧ), и предназначены для поражения точечных целей (типа крупных мостов, плотин, крупных надводных кораблей), или площадных целей (типа военных и промышленных объектов, транспортных узлов и т. п.). Самолёт-носитель, ракета и наземное оборудование составляют авиационно-ракетный комплекс.
Например, связанные изделия «45-02» и «Д-2М» составляли авиационно-ракетный комплекс «К-22М» (самолёт-носитель Ту-22М2 с подвешенной ракетой Х-22М (Н) официально проходили как «система К-22М»).

## История
Первыми ракетоносцами являлись немецкие бомбардировщики Второй мировой войны Do-217E-5, несущие противокорабельную управляемую бомбу Henschel Hs 293. Первое боевое применение их состоялось 25 августа 1943 года в Бискайском заливе — были успешно атакованы патрулировавшие там британские корабли.
Захват союзниками наземных пусковых площадок ракет Фау-1 привёл к появлению первой стратегической крылатой ракеты воздушного базирования. Первый пуск по Лондону Фау-1 с ракетоносцев He-111 и Ju-88 произошёл в 5 часов утра 16 сентября 1944 года над акваторией Северного моря.

### В СССР и России
Официально в СССР и Российской Федерации — ракетоносцами именовались только самолёты морской авиации. С появлением на вооружении АВМФ ракет К-10С минно-торпедные авиационные полки (МТАП), вооруженные самолётами Ту-16К-10, стали переименовываться в морские ракетоносные (МРАП) (см. Приказ МО СССР от 21 марта 1961 года и Приказ ГК ВМФ № 048 от 13.04.1961 г.). В дальнейшем МРА (морская ракетоносная авиация) эксплуатировала большое количество самолётов-ракетоносцев на базе Ту-16, а в дальнейшем Ту-22М2 и Ту-22М3. В Дальней Авиации, эксплуатировавшей те же типы самолётов-ракетоносцев и решающей аналогичные задачи, полки не переименовывались в «ракетоносные», и традиционно, ещё до недавнего времени, именовались «дальнебомбардировочными». С 2009 года, по так называемой реформе ВС России «новый облик», все авиационные полки по сути расформированы и вошли в состав авиабаз.

## Модели ракетоносцев
- Пе-8 и Ту-4 — носители опытной ракеты 10Х и её дальнейшего развития 16Х, созданных на базе немецкой КР Фау-1. На вооружение ракеты не принимались.
- Ту-4К — носитель ракеты КС-1
- Ту-16КС — носитель ракет КС-1
- Ту-16К-10 — носитель ракеты К-10С
- Ту-16К-16 — носитель ракет КСР-2
- Ту-16К-16-26 — носитель ракет КСР-5
- Ту-16К-11-16 — носитель ракет КСР-2, КСР-11
- Ту-16К-10-26 — носитель ракет К-10С, КСР-2, КСР-5
- Ту-16К-22 — носитель ракеты Х-22
- Ту-22К(Д) — носитель ракеты Х-22
- Ту-22М2 — носитель ракет Х-22М
- Ту-22М3 — носитель ракет Х-22М, Х-15
- Ту-95К(Д) — носитель ракеты Х-20
- Ту-95КМ — носитель ракет Х-22
- Ту-95МС — носитель ракет Х-55
- Ту-95МСМ — носитель ракет Х-101
- Ту-160 — носитель ракет Х-15, Х-55, Х-101

Также к классу ракетоносцев можно отнести экраноплан «Лунь» (проект 903), разработанный в конструкторском бюро Алексеева и вооружённый противокорабельными ракетами.